# Água Branca
Água Branca là một đô thị thuộc bang Alagoas, Brasil. Đô thị này có diện tích 456,6 km², dân số năm 2007 là 20000 người, mật độ 43,8 người/km².